# Anton Sebastian Fasal
Anton Sebastian Fasal (Vienna, 1899 – 1943) è stato un pittore austriaco che ha lavorato a lungo in Italia, in particolare in Trentino.

## Biografia
Anton Sebastian Fasal è stato un artista austriaco nato a Vienna nel 1899 e che lavorò negli anni venti e trenta in Trentino, in particolare in Valsugana, dove, nella chiesa di San Giuseppe di Samone, realizzò il suo più significativo ciclo di affreschi.
Da accademico, mentre nel 1938 si trovava a Bressanone, accolse nella sua bottega ed iniziò all'attività pittorica il giovane Karl Plattner.

## Opere
Il pittore viennese lavorò a lungo in Trentino, e ha lasciato le sue opere in numerosi luoghi di culto. Tra questi:
- Chiesa dell'Annunciazione di Maria a Savignano, frazione di Pomarolo[4]
- Chiesa di San Cristoforo a Pomarolo[5]
- Chiesa dei Santi Pietro e Andrea, a Povo[6]
- Chiesa di San Floriano a Chiesa, frazione di Lavarone[7]
- Chiesa di San Giuseppe, a Samone[8]
- Chiesa di San Nicolò Vescovo a Egna[9]
- Chiesa di Santa Maria Assunta, a Castel Ivano[10]
- Chiesa di Sant'Udalrico, a Frassilongo[11]